# Maciej Kanikuła
Maciej Andrzej Kanikuła – polski pianista, doktor habilitowany sztuk muzycznych.

## Życiorys
W 1986 r. ukończył studia sztuki w Akademii Muzycznej w Krakowie, w 2018 r. habilitował się na podstawie pracy zatytułowanej Johann Sebastian Bach – KONCERTY FORTEPIANOWE. Płyta CD. 
Został pracownikiem naukowym w Instytucie Muzyki, Kolegium Nauk Humanistycznych Uniwersytetu Rzeszowskiego, oraz w Państwowej Wyższej Szkole Zawodowej im. Jana Grodka w Sanoku.